# Escharina johnstoni
Escharina johnstoni är en mossdjursart som först beskrevs av Quelch 1884.  Escharina johnstoni ingår i släktet Escharina och familjen Escharinidae. Inga underarter finns listade i Catalogue of Life.